# Eshil
Eshil (Αἰσχύλος; Eleuzina, 525. pr. Kr./524. pr. Kr. - Gela, 456. pr. Kr.) bio je veliki starogrčki dramatičar. Smatra se ocem grčke tragedije i jedan je od trojice slavnih tragičara, uz Sofokla i Euripida.
Osim tragedija pisao je i satirske igre, njih 20, a također i elegije. Napisao je oko 90 drama od kojih je sačuvano ovih 7 tragedija:
- Perzijanci (472. pr. Kr.)
- Sedmorica protiv Tebe (467. pr. Kr.)
- Hiketide (Pribjegarke) (463. pr. Kr.)
- Okovani Prometej
- Orestija (trilogija) (458. pr. Kr.)
  - Agamemnon
  - Hoefore (Žrtvonoše, Žrtva na grobu)
  - Eumenide (Milostive).

Pjesnici su naime morali predati za prikazivanje tri tragedije, koje su obično sačinjavale cjelinu, i jednu satirsku dramu. Te se tri tragedije zovu trilogija, a sa satirskom dramom tetralogija.
Zajedno s djelom „Okovani Prometej”, dio trilogije bile su i tragedije „Oslobođeni Prometej” te „Prometej vatronoša”. Od potonje dvije sačuvani su mali fragmenti, a o satirskoj se drami, koja je slijedila nakon njih ne zna ništa.

## Život
Eshil se rodio 525. godine pr. Kr., a umro je 456. godine pr. Kr. On stvara u vrijeme kada demokratski poredak u Ateni odnosi pobjedu nad tiranijom. U djelu „Hiketide” veliča demokraciju i slobodu. Pjesnik je sudjelovao u bitki kod Salamine, bitki kod Plateje i bitki na Maratonskom polju kao hoplit. Salaminsku je pobjedu opjevao u tragediji „Perzijanci”.
Često je putovao te je nastojao proširiti svoje znanje i iskustvo. Dva puta posjetio je Sirakuzu gdje ga je ugostio tiranin Hijeron koji je na svoj dvor pozivao najslavnije umjetnike i mislioce svoga vremena. Hijeron je osnovao grad Etnu 476. pr. Kr. i na njeno je čelo postavio svoga sina Dinomena. Tada je Eshil napisao i prikazao svoju tragediju „Etnjanke”. U drugom je posjetu prikazao „Perzijance”.
Između Eshila i naroda došlo je do nesporazuma i svađa, najvjerojatnije uzrokovanih „Eumenidama”, tako da posljednje godine svoga života provodi izvan domovine na Siciliji na kojoj je i prije prikazivao svoje drame. Na Siciliji, u gradu Geli na posljetku i umire, a o njegovoj smrti postoji nekoliko anegdota.
Eshil je napisao oko 90 drama(70 tragedija i 20 satirskih igara). Na raznim pjesničkim natjecanjima pobijedio je 13 puta. Njegov se sin Euforion nastavio baviti pisanjem kao i njegov otac te je pobijedio Sofokla i Euripida na pjesničkom natjecanju 431. pr. Kr.
Svojevrstan portret i opise Eshila ostavio je Aristofan u svome djelu „Žabe”

## Dramske inovacije
Eshil (prema Aristotelu) uvodi drugog glumca u tragediju te time mogućuje dramski sukob. Sve su mu tragedije temeljene na mitovima ili Homerovim epovima. Likovi su mu idealizirana bića, a radnja vrlo jednostavna. Radnju potiče prijestup, grijeh ili neposluh, kako ljudi, tako i bogova. Tako nastaju otpor i dramski sukob.
Smanjio je ulogu kora te uveo drugog glumca.  Također je pojačao značenje dijaloga, upotrebljavao je i ukrašavanje, a pripisuje mu se i izum teatralnih maski koje je učinio izražajnijima. Uveo je bolje kostime i uklonio prizore krvoprolića sa same pozornice.

## Karakteristike
Eshil je građu za svoje tragedije preuzimao iz mitova, odnosno iz Homerovih epova, Hesiodovih djela i korske lirike. U tragedijama postavlja pitanja o odnosu čovjeka i bogova, države i pojedinca, sudbine i slobode. Nad čovjekovim je djelovanjem stalno prisutna viša božanska volja i mudrost. No, za razliku od homerskog antropomorfizma (prikazivanja bogova s ljudskim obilježjima), Eshil božanstva (posebice Zeusa) prikazuje kao moralna savršenstva te ističe njihovu mudrost, pravednost i nepogrešivost. Djelovanje bogova nije izraz samovolje, nego pravednosti kojom oni uspostavljaju narušenu ravnotežu u poretku stvari.
Eshil prikazuje čovjekovu krivnju, pokajanje, pobune protiv zakona i načela te gnjev bogova, zaštitnika pravde i osvetnika zločina. Krivnja ne mora biti samo čovjekova, tako u „Okovanom Prometeju” Titan Prometej trpi muke u okovima jer se pobunio protiv Zeusa. Prometej simbolizira vječnu ljudsku težnju za napretkom ("Umijeća sva su smrtnom od Prometeja"). Kod Eshila se krivnja predaka prenosi i na potomstvo („Orestija”, „Sedmorica protiv Tebe”), tako da se grijesima predaka pridružuju i grijesi potomaka. Čovjekovu sudbinu, kaže Eshil, određuje karakter.
Eshilov je pjesnički izraz bogat slikama, metaforama i novotvorenicama. Aristofan opisuje Eshilov jezik kao grandiozan i pun patosa, ali i teške razumljivosti. Eshil je raspolagao čitavom lepezom brojnih stilskih razina, ali je najčešće ukrašavao i pojačavao izražajnost jezika. Često je volio koristiti komplicirane novotvorenice, arhaizme, dijalektizme te i neke strane riječi (baris, egipatski naziv za jednu vrstu lađe). Koristio je također i brojne poredbe.
U „Orestiji” je uveo trećeg glumca koristeći Sofoklovu novinu.
Eshilova je djela preveo Koloman Rac u izdanju Matice hrvatske 1918. godine. Bratoljub Klaić preveo je „Okovanog Prometeja” 1965.

## Zanimljivosti i anegdote
- Eshil je sam sebi sastavio nadgrobni spomenik, u njemu spominje svoje sudjelovanje u borbi protiv Perzijanaca, ali ne i vlastito pjesništvo.

| Epitaf - Grčki izvornik: Αισχύλον Ευφορίωνος Αθηναίον τόδε κεύθει μνήμα, πεπνυμένον πυροφόροιο Γέλας. Αλκήν δ' ευδόκιμον Mαραθώνειον άλσος αν είποι και βαθυχαιτήεις Μήδος επιστάμενος |  | Epitaf - u slobodnome prijevodu: Ovaj grob prah Eshila Atenjanina čuva Euforiona sin i plodonosan ponos Gele O njegovu junaštvu, Maraton neka govori I dugokosi Perzijanci koji sve to znadu |

- Plutarh pripovijeda da je Eshil s mladim Ijonom promatrao šakanje. Kad je borac svome protivniku zadao težak udarac, on ga je izdržao bez riječi, ali je publika glasno povikala. Eshil je na to rekao svome prijatelju pjesniku: "Vidiš li što čini izvježbanost? Udareni šuti, gledaoci viču!"
- Poslije jednog nezasluženog poraza u pjesničkom natjecanju, Eshil je rekao da sud o svojim tragedijama prepušta vremenu jer je siguran da će ono dati za pravo njemu, a ne njegovim sucima i umjetnicima.
- Eshil je jednom rekao kako su njegova djela odresci s velike Homerove gozbe. Naime, s jedne strane to može značiti vlastitu skromnost i veličanje Homera, a s druge može označavati način obrade djela. Naime, ep će mitski siže predstaviti gotovo u cjelini, bez kraćenja i dijelova, a tragedijama se oni moraju razrezati na pojedinačne drame. Tako da su njegova djela zapravo, na taj način, odresci.
- Priča kaže da je umro tako što je orao zamijenio njegovu proćelavu glavu s kamenom te je na nj ispustio kornjaču kako bi razbio njen oklop.

## Citati
- U školi patnje najbolje naučiš mudrosti.
- Ne zovi ni jednog čovjeka sretnim prije nego što umre.
- Bog voli pomoći onome koji teži da pomogne sam sebi.
- U ratu je istina prva žrtva.
- Onaj koji nije nesretan lako daje savjete onima koji to jesu.
- Najgora stvar moćnicima jest što se ne mogu pouzdati u prijatelje.
- Onaj koji sve može lako će doći do uvjerenja da se na sve može usuditi.
- Čovjek kojemu nitko ne zavidi nije sretan.
- Vode svih rijeka ne mogu isprati ruke krvave od zločina.
- Riječi su lijek duši koja pati.
- Tko bistru vodu zamuti blatom, neće više imati pitku vodu.
- Zajednička nam je sudbina, ali misao pripada pojedincu.
- Mudrost se osvaja patnjom.

## Vanjske poveznice
- Okovani Prometej (wikizvor - hrv. jezik)
- Eshilove drame (engl. jezik)  Arhivirana inačica izvorne stranice od 31. kolovoza 2006. (Wayback Machine)
- Eshilove drame (grč. jezik)